# Gertrude Tumpel-Gugerell

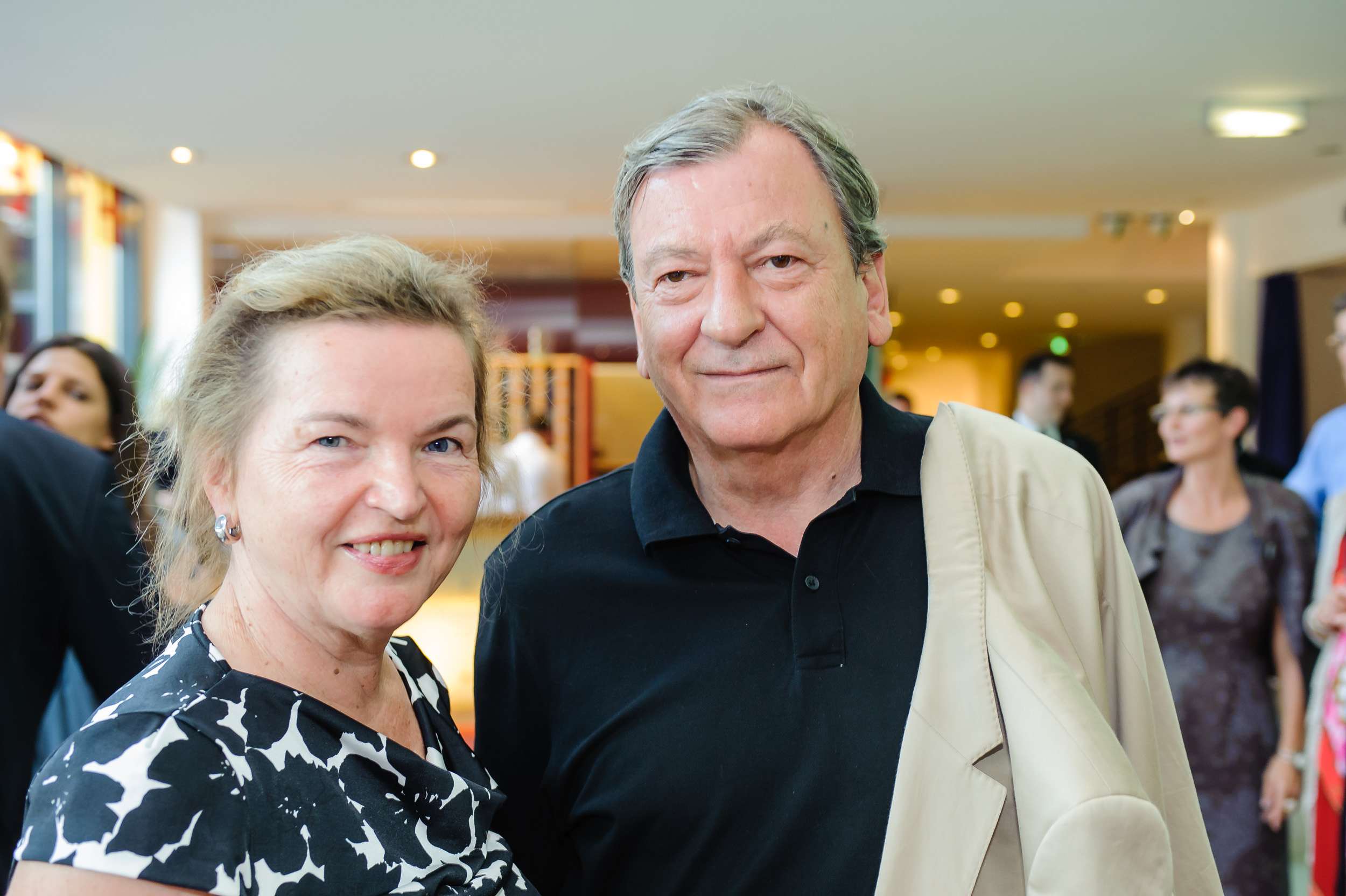
Gertrude Tumpel-Gugerell mit Herbert Tumpel (2013)

Gertrude Tumpel-Gugerell (* 11. November 1952 in Killing, Gemeinde Kapelln, Niederösterreich) ist eine österreichische Bankdirektorin.

## Leben
Gertrude Gugerell studierte Volkswirtschaft an der Universität Wien. Seit 1975 arbeitete sie bei der Oesterreichischen Nationalbank. Von 1981 bis 1984 war sie wirtschaftspolitische Beraterin von Finanzminister Herbert Salcher.
Seit 1997 war Gugerell Direktoriumsmitglied der Oesterreichischen Nationalbank und ab 1998 Vize-Gouverneurin der Oesterreichischen Nationalbank und des Internationalen Währungsfonds. Von 2003 bis Mai 2011 war sie Mitglied des Direktoriums der Europäischen Zentralbank. Seit 2012 ist sie Mitglied des Aufsichtsrats der Commerzbank.
In der Folge der BAWAG-Affäre wurde ihr vorgeworfen, sie solle auf Wunsch Helmut Elsners in ihrer Funktion als das für die Bankenaufsicht zuständige Direktoriumsmitglied in der österreichischen Nationalbank das wahre Ausmaß der Verschuldung geschönt haben, um eine tiefergehende Prüfung durch die Finanzmarktaufsicht zu verhindern. Dieser Vorwurf konnte jedoch nicht bestätigt werden. Allerdings wurde in diesem Zusammenhang seitens des Vorsitzenden des Banken-Untersuchungsausschusses eine Anzeige wegen falscher Zeugenaussage medial angekündigt, aber dann zurückgestellt, da man Tumpel-Gugerell noch einmal einvernehmen wolle.
Bis Anfang 2018 war sie Mitglied im Aufsichtsrat der ÖBB-Holding AG.
Sie war bis zu dessen Ableben im Oktober 2018 mit dem ehemaligen Präsidenten der österreichischen Bundesarbeitskammer Herbert Tumpel verheiratet.

## Auszeichnungen
- 2023: Ehrenbürger der Montanuniversität Leoben[6]